# Cigliano
Cigliano là một đô thị ở tỉnh Vercelli trong vùng Piedmont thuộc Ý, có cự ly khoảng 35 km về phía đông bắc của Torino và khoảng 30 km về phía tây của Vercelli. Tại thời điểm ngày 31 tháng 12 năm 2004, đô thị này có dân số 4.551 người và diện tích là 25,4 km².
Đô thị Cigliano có các frazioni (đơn vị cấp dưới, chủ yếu là các làng) Olmetto, Ronchi, và Petiva.
Cigliano giáp các đô thị: Livorno Ferraris, Mazzè, Moncrivello, Rondissone, Saluggia, và Villareggia.